# Малайска водна жаба
Малайските водни жаби (Abavorana luctuosa) са вид земноводни от семейство Водни жаби (Ranidae).
Срещат се в множество обособени области в Югоизточна Азия.
Таксонът е описан за пръв път от германския естественик Вилхелм Петерс през 1871 година.